# Дорожное происшествие
Дорожное происшествие (азерб. Yol əhvalatı) — советская комедийная мелодрама 1980 года производства киностудии Азербайджанфильм. На экраны фильм вышел 20 февраля 1981 года. Фильм считается культовым как по сценарию, так и по музыке, написанной композитором и певцом Поладом Бюль-Бюль оглы.

## Сюжет
Весёлый водитель Мустафа влюбился в красавицу Зумруд и хочет на ней жениться. Её отцу Гурбану Мустафа не нравится и он против этой свадьбы, но в конце концов Мустафа идёт против отца и женится на Зумруд.

## Синопсис
- Первый фильм Темура Бекирзаде как режиссёра-постановщика.
- Фильм рассказывает о любви двух молодых людей и непонимании их чувств родителями.

## Создатели фильма

### В ролях (в скобках пишутся мастера дубляжа, как внутренние, так и на русский язык)
Сиявуш Аслан — Курбан (дубл. Олег Мокшанцев)
Вахтанг Панчулидзе — Мустафа (дубл. Парвиз Багиров, Валентин Грачёв)
Гамида Омарова — Зумруд (дубл. Наталья Гурзо)
Камиль Магаррамов — Паша (дубл. Рамиз Азизбейли, Игорь Ясулович)
Яшар Нури — Макинтош (дубл. Рудольф Панков)
Гаджи Исмаилов — Муршуд (дубл. Раднэр Муратов)
Софа Баширзаде — бабушка Сона (дубл. Римма Маркова)
Джейхун Мирзоев — Ибадулла (дубл. Станислав Михин)
Юсиф Ализаде — Фарид (дубл. Шахмар Алекперов, Олег Голубицкий)
Адиль Исмаилов — лётчик (дубл. Гамлет Ханызаде)
Мамедкамал Казымов — Шамси
Эльдениз Зейналов — истец (дубл. Артём Карапетян)
Зарнигяр Агакишиева — Адиля
Мубариз Алиханоглу — сотрудник милиции
Рахиб Алиев — сват (дубл. Эльдениз Расулов)
Мамедага Дадашев
Мухтар Маниев — сотрудник милиции
Офелия Аслан (в титрах — Офелия Асланова) — Кубра (дубл. Гюльшан Курбанова)
Дадаш Кязимов — пассажир (дубл. Михаил Глузский)
Тельман Адыгёзалов — студент
Шаин Джабраилов — сотрудник милиции
Алескер Мамедоглу — человек в аэропорту
Агшин Расулов  — человек в аэропорту
Аликулу Самедов — покупатель
Маяк Керимов — покупатель
Зили Намазов — человек в аэропорту
Рамиз Мамедов — человек в аэропорту
Садигят Зульфугарова — тётя

##### Внутренний дубляж неизвестных исполнителей
Садых Гусейнов — пассажир
Талят Рахманов — сват

## Помощь в съёмках фильма
- Аэропорт Забрат
- БакГАИ